# Schizonium lamprum
Schizonium lamprum är en mångfotingart som beskrevs av Chamberlin 1962. Schizonium lamprum ingår i släktet Schizonium och familjen storjordkrypare. Inga underarter finns listade i Catalogue of Life.